# Tiruchirappalli

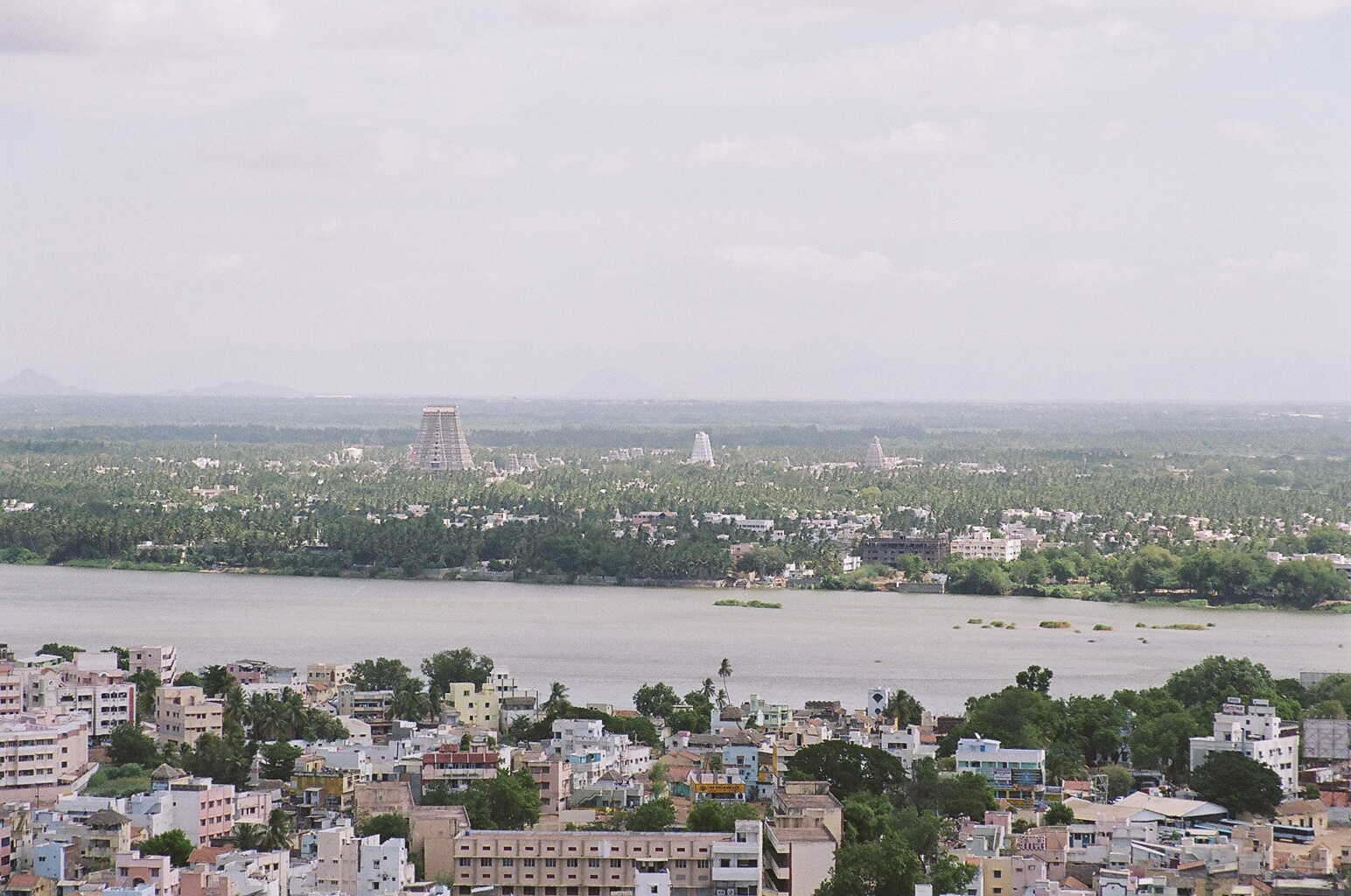
Vy över Tiruchirappalli.

Tiruchirappalli (i vardagligt tal Tiruchi eller Trichy, äldre namn Trichinopoly) är en stad vid floden Kaveri i den indiska delstaten Tamil Nadu och är centralort i ett distrikt med samma namn. Den är den fjärde största staden i delstaten och hade 847 387 invånare vid folkräkningen 2011, med förorter 1 022 518 invånare.
I ett slag vid staden 1752 besegrades fransmännen av britterna under Robert Clive.
I Tiruchirappalli byggs järnvägslok och det finns fabriker som tillverkar elektrisk utrustning. Här finns också flera universitet och högskolor, bland annat de välrenommerade Bharathidasan Institute of Management och National Institute of Technology.
På Srirangam, en ö Kaverifloden, finns det mer än 2000 år gamla Sri Ranganathaswamytemplet, som är Indiens största tempel och det största verksamma religiösa byggnadskomplexet i världen.[källa behövs] Templet är en viktig vallfartsplats för vaishnavister, den kvantitativt största riktningen inom hinduismen.
I Tiruchirappalli finns den centrala ledningen och domkyrkan för Tamil Evangelical Lutheran Church (Thamil Suvesesha Lutheran Thiruchabai), en luthersk kyrka i Tamil Nadu med rötter i svensk och tysk mission.